# Tarchia
 Tarchia  ist eine Gattung der Vogelbeckendinosaurier aus der Gruppe der Ankylosauria aus der Oberkreide (76,4 bis 69,9 mya) von Ostasien.

## Merkmale
Tarchia war mit einer geschätzten Länge von 8 Metern einer der größten Ankylosaurier. Er wies den typischen Körperbau dieser Gruppe auf: er hatte einen stämmigen Körper, der von vier kräftigen Beinen getragen wurde. Zwar waren die hinteren Gliedmaßen etwas länger als die vorderen, dennoch bewegte er sich quadruped (auf allen vieren) fort. Wie bei allen Ankylosauriern war der Rumpf mit einer Panzerung aus Knochenplatten bedeckt. Der Schwanz endete in einer massiven Knochenkeule, die vermutlich der Feindabwehr diente.
Der Schädel von Tarchia war wuchtig und breit gebaut, die Schnauze endete in einem breiten, zahnlosen Hornschnabel. Die Oberseite des Schädels war ebenfalls von einer Panzerung aus rundlichen Knochenplatten bedeckt. Am Hinterkopf trug er zwei hornartige Auswüchse, zwei weitere Auswüchse waren an den Wangen vorhanden. Die Zähne waren wie bei den meisten Ankylosauriern klein und blätterförmig und an eine pflanzliche Ernährung angepasst. Sie waren nach innen eingerückt, was dafür spricht, dass er Wangen besaß.

## Entdeckung und Benennung

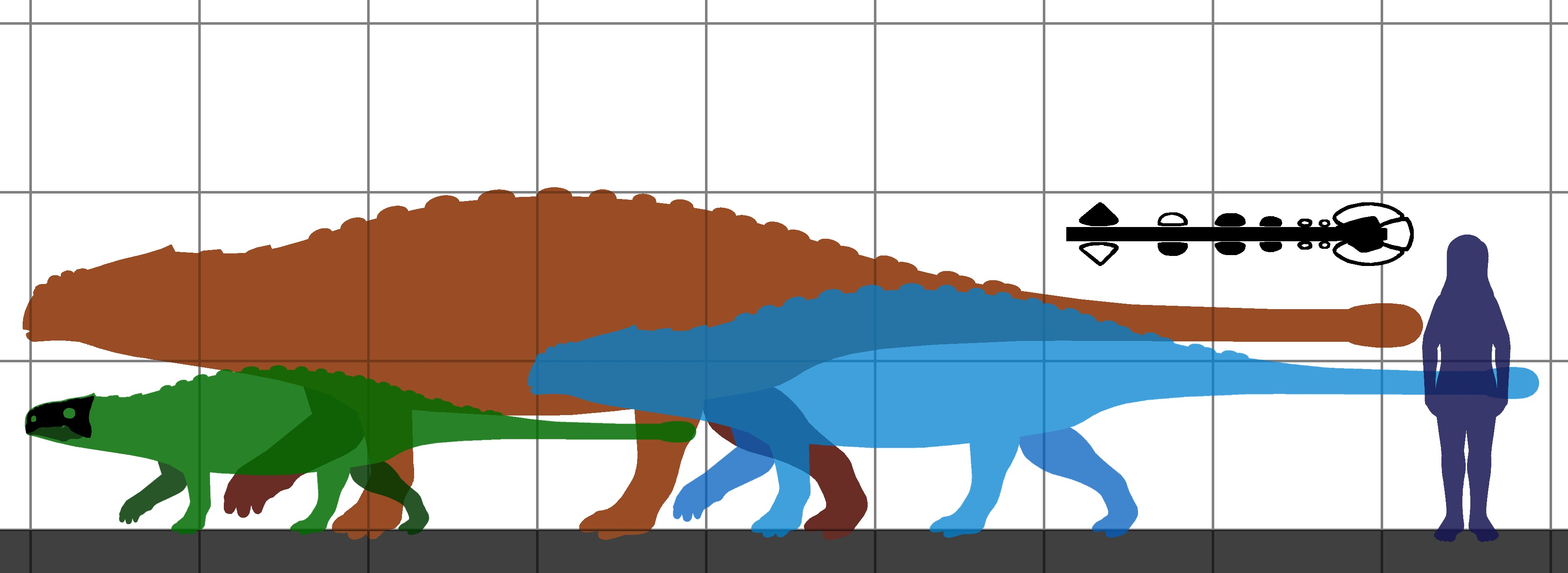
Größenvergleich zwischen Tarchia und Mensch

Fossile Überreste von Tarchia wurden in der Nemegt-Formation in der mongolischen Region Ömnö-Gobi-Aimag gefunden und zunächst unter dem Namen Dyoplosaurus beschrieben. Diese Gattungsbezeichnung wurde schon vorher für einen nordamerikanischen Ankylosaurier verwendet. Weitere Funde ließen erkennen, dass es sich hier um eine eigene Dinosauriergattung handelt, für die der Name Tarchia gewählt wurde. Der Name stammt von der mongolischen Bezeichnung für Gehirn („tarchi“) und spielt weniger auf die vermuteten geistigen Fähigkeiten dieses Tieres an – tatsächlich hatten Ankylosaurier proportional kleinere Gehirne als Stegosauria – als vielmehr auf den voluminösen Schädel. Einzige anerkannte Art ist Tarchia gigantea, eine zweite beschriebene Art, T. kielanae, wird heute als Synonym von T. gigantea betrachtet.
Insgesamt wurden die Überreste von sieben Tieren gefunden, darunter vollständige Schädel und nahezu vollständige postkraniale Skelette. Die Funde werden in die Oberkreide (spätes Campanium oder frühes Maastrichtium) auf ein Alter von etwa 76 bis 69 Millionen Jahre datiert. Tarchia ist somit der jüngste bekannte asiatische Ankylosaurier und gleichzeitig der größte.